# J002E3

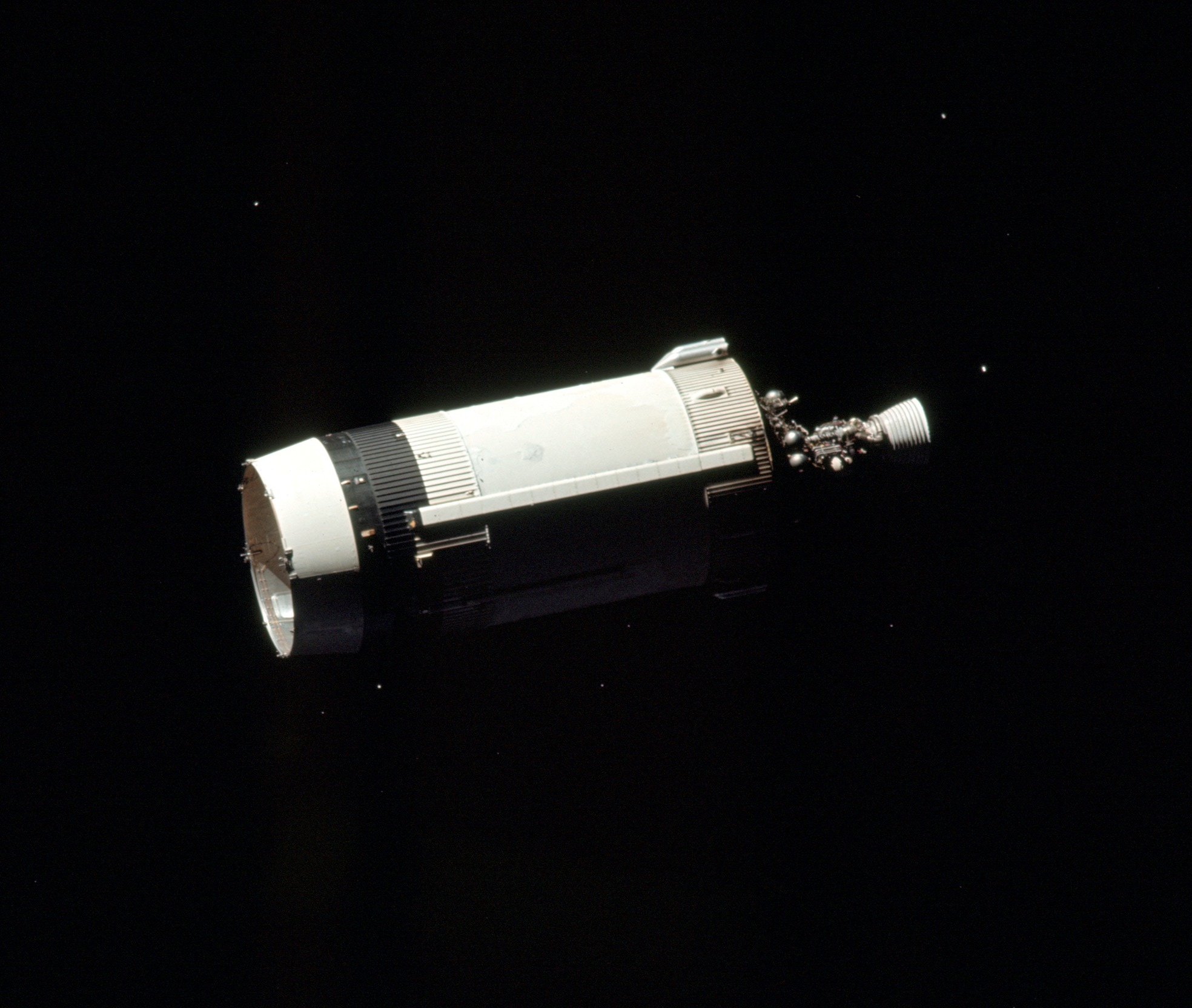
مرحله S-IVB آپولو ۱۷. نمونه‌ای که برای آپولو ۱۲ استفاده شد از همین نوع است.

J002E3 جسمی در فضا است که گمان می‌رود مرحله سوم S-IVB موشک آپولو ۱۲ ساترن ۵ باشد. این سیاره در ۳ سپتامبر ۲۰۰۲ توسط ستاره‌شناس آماتور، بیل یونگ، کشف شد. در ابتدا تصور می‌شد که یک سیارک است، اما از آن زمان به‌طور آزمایشی بر اساس شواهد طیف‌شناسی که با تیتانیوم دی‌اکسید موجود در رنگ مورد استفاده در موشک‌ها مطابقت دارد، به عنوان مرحله سوم آپولو ۱۲ ساترن ۵ شناسایی شده است. قرار بود این مرحله در نوامبر ۱۹۶۹ به مدار خورشیدمرکزی تزریق شود، اما اکنون اعتقاد بر این است که به جای آن، به یک مدار ناپایدار بالای زمین رفته است که در سال ۱۹۷۱ و دوباره در ژوئن ۲۰۰۳ از نزدیکی زمین خارج شد و تقریباً یک چرخه ۴۰ ساله بین مدار خورشیدمرکزی و مدار زمین‌مرکزی دارد.

## کشف
وقتی برای اولین بار کشف شد، خیلی زود مشخص شد که این جسم در مداری به دور زمین در حال گردش است. ستاره‌شناسان از این موضوع شگفت‌زده شدند، زیرا ماه تنها جسم بزرگی است که به دور زمین در گردش است، و هر چیز دیگری مدت‌ها پیش به دلیل آشفتگی‌های زمین، ماه و خورشید به بیرون پرتاب می‌شد.
بنابراین، احتمالاً اخیراً وارد مدار زمین‌مرکزی شده است، اما هیچ فضاپیمای جدیدی که با مدار J002E3 مطابقت داشته باشد، پرتاب نشده است. یک توضیح می‌توانست این باشد که عدد ۳۰ بود قطعه سنگی به عرض یک متر، اما ستاره‌شناسان دانشگاه آریزونا دریافتند که مشاهدات طیفی از این جسم، همبستگی قوی بین ویژگی‌های جذبی و ترکیبی از مواد ساخته دست بشر از جمله رنگ سفید، رنگ سیاه و آلومینیوم را نشان می‌دهد که با موشک‌های ساترن ۵ مطابقت دارد. ردیابی مدار آن نشان داد که این جسم به مدت ۳۱ سال به دور خورشید در حال چرخش بوده است. سال‌ها و آخرین بار در سال ۱۹۷۱ در مجاورت زمین قرار گرفته بود. به نظر می‌رسید که این بخشی از مأموریت آپولو ۱۴ بوده است، اما ناسا از محل تمام سخت‌افزارهای مورد استفاده برای آن مأموریت اطلاع داشت؛ برای مثال، مرحله سوم موشک عمداً برای مطالعات لرزه‌نگاری به ماه برخورد کرد.
محتمل‌ترین توضیح، مرحله سوم S-IVB برای آپولو ۱۲ به نظر می‌رسد. مشاهدات نورسنجی J002E3 که در فوریه ۲۰۰۳ از سایت نوری و ابررایانه‌ای نیروی هوایی مائویی انجام شد، با مدل منحنی نور S-IVB متشکل از یک استوانه پخش‌شده در حال غلتیدن با دوره ۶۳٫۴۶ ثانیه و انحراف ۷۹ ± ۱۰ درجه مطابقت داشت. ناسا در ابتدا قصد داشت S-IVB را به مدار خورشید هدایت کند، اما احتراق طولانی مدت به این معنی بود که تخلیه سوخت باقی مانده در مخزن S-IVB به مرحله موشک انرژی کافی برای فرار از سیستم زمین-ماه را نداد و در عوض، این مرحله پس از عبور از کنار ماه در ۱۸ نوامبر، در یک مدار نیمه پایدار به دور زمین قرار گرفت. نوامبر ۱۹۶۹.
تصور می‌شود که J002E3 در ماه ژوئن مدار زمین را ترک کرده است. ۲۰۰۳، و اینکه ممکن است در اواسط دهه ۲۰۴۰ به مدار زمین بازگردد.

## برخورد احتمالی با زمین یا ماه
مسیرهای مداری این جرم آسمانی به دور زمین، گاهی اوقات آن را در شعاع مدار ماه قرار می‌دهد و می‌تواند در نهایت منجر به ورود به جو زمین یا برخورد با ماه شود. آپولو ۱۲ عدد S-IVB خالی، واحد ابزار دقیق و پایه آداپتور فضاپیما، جرمی حدود ۱۴ تن؛ ۱۵ تن کوچک (۳۰٬۰۰۰ پوند). این کمتر از یک پنجم ۷۷٫۱-تن (یکا)؛ ۸۵٫۰-تن-کوچک (۱۶۹٬۹۰۰-پوند) است. جرم اسکای‌لب، که از یک S-IVB مشابه ساخته شده بود و در ۱۱ سپتامبر از مدار خارج شد ژوئیه ۱۹۷۹. اجسامی با جرم حدود ۱۰ تن (۲۲٬۰۰۰ پوند؛ ۱۱ تن کوچک) تقریباً ۱۰ وارد جو زمین می‌شوند بار در سال، که تقریباً هر ۱۰ سال یک بار به سطح زمین برخورد می‌کند. سال.
ده مرحله S-IVB اساساً مشابه و خالی از ماموریت‌های آپولو، اسکای‌لب و پروژه آزمایشی آپولو-سایوز از سال ۱۹۶۶ تا ۱۹۷۵ دوباره وارد جو شده‌اند. در همه موارد (از جمله ایستگاه اسکای‌لب)، اشیاء در جو سوختند و به قطعات نسبتاً کوچکی تبدیل شدند، نه اینکه به صورت یک جرم واحد به زمین برخورد کنند. از سوی دیگر، این اشیاء از مدار پایین زمین یا یک مسیر بالستیک وارد شدند، با انرژی کمتری نسبت به انرژی احتمالی J002E3 که اگر از مدار خورشید وارد می‌شد، ممکن بود داشته باشد.